# Linia fierbinte
Linia fierbinte este un film românesc din 2011 regizat de Paul Negoescu. Rolurile principale au fost interpretate de actorii Paul Negoescu.

## Distribuție
Distribuția filmului este alcătuită din:
- Alexandra Livia Radu
- Laura Manea
- Ella Moroiu
- Cristina Mihăilescu
- Ecaterina Istrate
- Răzvan Jelea
- Cristian Duroi